# Хасковско
 Тази статия е за историко-географската област.  За административната област вижте Хасково (област).  За общината вижте Хасково (община).
Хасковско е историко-географска област в Южна България, около град Хасково.
Територията ѝ съвпада приблизително с някогашната Хасковска околия – основната част от днешните общини Хасково (без селата Горно Войводино и Маслиново в Кърджалийско и Елена в Харманлийско), Димитровград (без селата Великан, Длъгнево, Здравец и Странско, град Меричлери и квартал Черноконево в Чирпанско, селата Долно Белево, Златополе и Райново в Харманлийско и селата Бодрово, Върбица, Скобелево и Сталево в Първомайско), Минерални бани и Стамболово (без селата Бял кладенец, Воденци, Войводенец, Голобрадово, Долно поле, Долно Черковище, Лясковец, Маджари, Пчелари, Пътниково, Рабово, Светослав и Силен в Харманлийско и село Балкан в Кърджалийско), както и селата Водач, Габрово, Даскалово, Житница, Лясково и Петелово от община Черноочене. Разположена е в южната част на Горнотракийската низина. Граничи с Чирпанско и Старозагорско на север, Харманлийско на изток, Кърджалийско на юг и Първомайско на запад.